# Orthosia ambigua
Orthosia ambigua là một loài bướm đêm trong họ Noctuidae.